# Сижен
Сижен (фр. Siegen) — коммуна на северо-востоке Франции в регионе Гранд-Эст (бывший Эльзас — Шампань — Арденны — Лотарингия), департамент Нижний Рейн, округ Агно-Висамбур, кантон Висамбур. До марта 2015 года коммуна административно входила в состав упразднённого кантона Сельц (округ Висамбур).
Площадь коммуны — 8,1 км², население — 518 человек (2006) с тенденцией к стабилизации: 509 человек (2013), плотность населения — 62,8 чел/км².

## Население
Население коммуны в 2011 году составляло 516 человек, в 2012 году — 512 человек, а в 2013-м — 509 человек.
| 1962 | 1968 | 1975 | 1982 | 1990 | 1999 | 2006 | 2008 | 2011 | 2012 | 2013 |
| ---- | ---- | ---- | ---- | ---- | ---- | ---- | ---- | ---- | ---- | ---- |
| 444  | 446  | 427  | 414  | 427  | 493  | 518  | 517  | 516  | 512  | 509  |

Динамика населения:

## Экономика
В 2010 году из 355 человек трудоспособного возраста (от 15 до 64 лет) 287 были экономически активными, 68 — неактивными (показатель активности 80,8 %, в 1999 году — 71,4 %). Из 287 активных трудоспособных жителей работали 269 человек (153 мужчины и 116 женщин), 18 числились безработными (11 мужчин и 7 женщин). Среди 68 трудоспособных неактивных граждан 20 были учениками либо студентами, 16 — пенсионерами, а ещё 32 — были неактивны в силу других причин.

## Достопримечательности (фотогалерея)

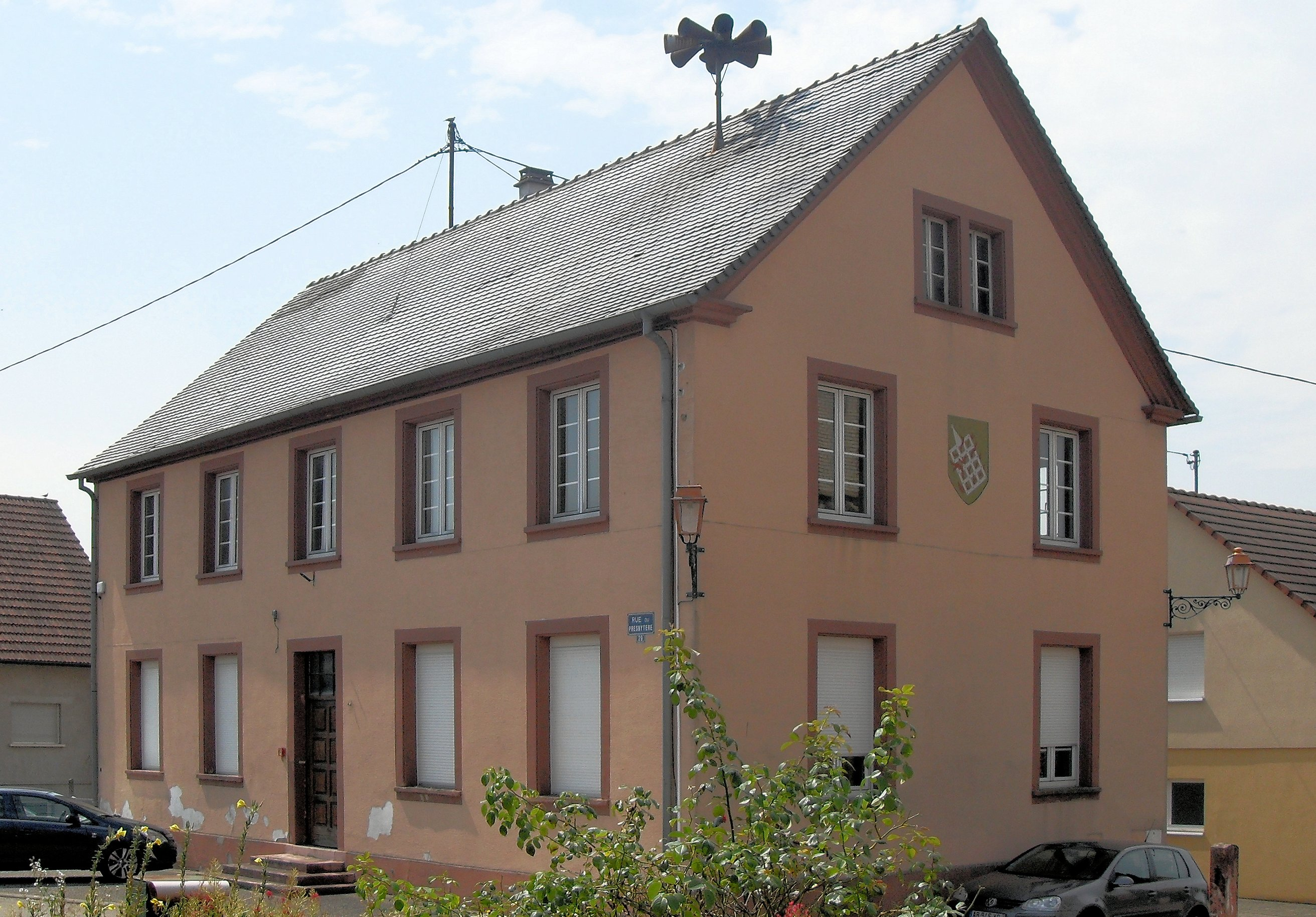
Здание мэрии
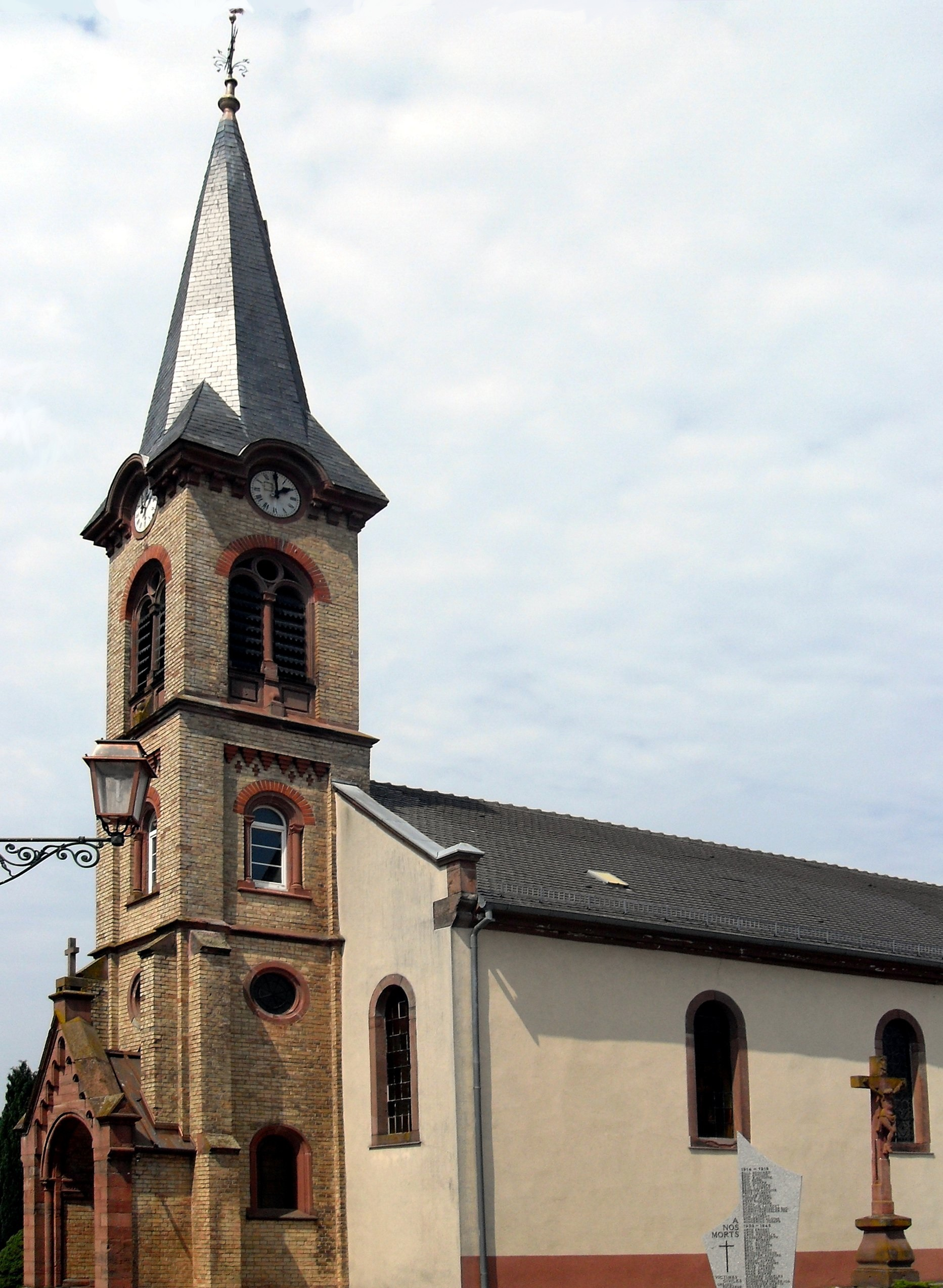
Церковь Сен-Лоран